# Helado frito
El helado frito es un postre que suele elaborarse tomando una bola de helado a temperatura muy inferior a la habitual, rebozándola en huevo crudo, cubriéndola con copos de maíz o galletas trituradas y friéndola levemente. La baja temperatura del helado evita que se derrita mientras se fríe. Puede espolvorearse con canela molida o azúcar glas, si bien también puede presentarse cubierto de crema batida o miel. Es sabroso de carácter, crujiente y muy cremoso.
Si se emplea huevo crudo para rebozar el helado antes de freírlo, puede no cocerse apropiadamente durante el proceso de fritura debido a la baja temperatura del helado, lo que supone un riesgo sanitario.
Existen variantes mexicanas y asiáticas, siendo popular como postre en diversos restaurantes chinos y japoneses. En estos suele usarse un rebozado de tempura en lugar de copos de maíz, frutos secos o galletas. Además, las versiones mexicanas suelen emplear una bola de helado grande, lo que resulta en un centro más frío que el de las versiones asiáticas.